# Red Bay (Terre-Neuve-et-Labrador)
Pour les articles homonymes, voir Red Bay.
Red Bay est une municipalité de Terre-Neuve-et-Labrador (Canada) située au sud du Labrador. Elle comprend le lieu historique national de Red Bay, un site archéologique sur la principale station baleinière basque de la région au XVIe siècle. Ce dernier a été inscrit au patrimoine mondial en 2013. Les Français nommèrent les lieux Baie Rouge au XVIIe siècle.
La ville comptait 169 habitants en 2016 contre 194 habitants en 2011.

## Géographie
Red Bay est un port naturel résidant dans la baie qui lui donne son nom, les deux noms en référence aux falaises de granit rouge de la région.
En raison du port abrité, il a été utilisé pendant la Seconde Guerre mondiale comme un site d'amarrage pour les navires de la marine. Dans la baie se trouvent l'île Penney et l'île Saddle, utilisées par les Basques pour leurs opérations de chasse à la baleine. L'emplacement du navire coulé  San Juan se situe près de l'île Saddle.